# 浜北総合体育館
浜北総合体育館（はまきたそうごうたいいくかん）は、静岡県浜松市浜名区にある体育館。
愛称:サーラグリーンアリーナ。日本プロバスケットボールリーグ（bjリーグ）の浜松・東三河フェニックスのホームアリーナの1つであった。

## 概要
第58回国民体育大会（NEW!!わかふじ国体）の柔道競技会場として整備された。現在は総合体育施設として幅広く活用されている。
2019年（平成31年）1月8日、サーラコーポレーションが浜松市のネーミングライツパートナーとして命名権を取得し、同年4月1日から2024年（令和6年）3月31日までの5年間「サーラグリーンアリーナ」の愛称となり、さらに契約更新により2029年3月31日までの5年間引き続き「サーラグリーンアリーナ」の愛称となっている。

## 構成
- メインアリーナ
  - 面積:2,006m2
  - 観覧席:1,070席（車椅子用10席）
- サブアリーナ
  - 面積:837m2
  - 観覧席:なし
- トレーニングルーム
  - 面積:115.91m2
- 軽運動室
  - 193.59m2
- 会議室
  - 第一会議室:（定員）6人
  - 第二会議室:50人
  - 第三会議室:100人
- 幼児体育室

## 交通
バス
- 遠州鉄道浜北駅、遠州小松駅より
  - 浜松バスあらたまの湯線「グリーンアリーナ」停留所下車 徒歩約1分(2本/日のみ立ち寄り)
  - 浜松バスあらたまの湯線「サンストリート浜北」停留所下車 徒歩約5分

車
- 浜松市街より約30分
- 東名高速 浜松西ICより約15分

## 備考
- 2004年（平成16年）に総工費8億円で体育館に併設して温水プールの浜北温水プールが開設された[3]。同施設もサーラコーポレーションとのネーミングライツパートナー契約により「サーラグリーンアクア」の愛称となっていた[2]。しかし、2021年（令和3年）10月に錆びた鉄片が水面に落下しているのが発見され、2023年（令和5年）6月の調査で鉄骨の腐食が確認されたため、同年7月から休館となり、2024年（令和6年）5月に閉館した[3]。